# Simfonia núm. 94 (Haydn)
La Simfonia núm. 94 en sol major (Hoboken 1/94) de Joseph Haydn és la segona de les anomenades Simfonies de Londres (números 93-104) del compositor. Habitualment és coneguda pel seu subtítol, la Simfonia Sorpresa. Es troba entre les simfonies més populars de Haydn i és interpretada i enregistrada sovint.

## Subtítol (la Sorpresa)
En la música de Haydn poden trobar-se moltes bromes, i la 'Sorpresa' conté probablement la més famosa de totes: un sobtat i sorollós acord, en el segon moviment en forma de variacions, després d'un tranquil inici. Després la música torna a la tranquil·litat com si no haguera passat res, i en les següents variacions no es repeteix la broma.

## Composició i estrena
Haydn va compondre la simfonia l'any 1791 a Londres per a una sèrie de concerts que va donar durant la primera de dues visites a Anglaterra (1791-1792). L'estrena va tenir lloc el 27 de març de 1792, amb Haydn dirigint l'orquestra assegut davant d'un fortepiano.
Con era costum en les visites de Haydn a Anglaterra, l'estrena va resultar un gran èxit. Un crític va escriure que la simfonia era "equiparable a les més felices de concepcions del gran mestre." En la seua vellesa, afeblit, Haydn solia recordar aquesta estrena amb nostàlgia, segons el seu biògraf Griesinger:
| « | ...va ser el meu desig sorprendre el públic amb quelcom nou, i debutar brillantment, amb el propòsit de no ser eclipsat pel meu pupil Pleyel [qui estava donant alhora una sèrie de concerts i podia fer-li la competència] ...el primer Allegro de la meua simfonia va ser rebut amb innombrables bravos, però l'entusiasme va atènyer el punt culminant amb l'Andante amb el colp de percussió. Ancora, ancora! era el crit que sortia de totes les goles, i fins i tot Pleyel va felicitar-me per la meu idea. | » |

Cap a la fi de la seua carrera Haydn va introduir el tema del segon moviment en una ària del seu oratori Les Estacions (1801), en el qual el baix interpreta el personatge d'un granger que xiula la música de Haydn mentre treballa.

## Instrumentació
La simfonia "Sorpresa" està composta per una orquestra típica del període clàssic, consistent en 2 flautes, 2 oboès, 2 fagots, 2 trompes, 2 trompetes, timbals i la usual secció de corda amb violins, violes, violoncels i contrabaixos.
La durada mitjana de la simfonia és d'uns 23 minuts.

## Moviments
Com totes les Simfonies de Londres, compta amb quatre moviments:

### Adagio- vivace assai
Una introducció lírica en compàs de 3/4 precedeix a una secció molt rítmica en compàs de 6/8. Com en moltes obres de Haydn, el primer moviment està compost en forma sonata monotemàtica; és a dir, el moviment en clau dominant en l'exposició no està complementat per un segon tema.

### Andante
Aquest és el moviment de la sorpresa, un tema i variacions en 2/4 en la clau subdominant de do major. El tema abasta dues seccions de vuit compassos cadascuna, al seu torn repetides. Haydn introdueix la "sorpresa" al final de la repetició de la primera secció, fent interpretar aquesta repetició pianissimo amb pizzicato en els instruments de corda més greus.
Segueixen quatre variacions del tema, començant amb un ornament de sisenes en els primers violins, canviant després a una tempestuosa variació en do menor amb trompetes i timbals, posteriorment amb solos per als primers oboè i flauta, per a concloure amb una repetició lírica en tresets tocada forte.
En la secció de la coda, es repeteixen les notes de l'inici, aquesta vegada reharmonitzades amb un agradablement dissonant acord de setena disminuïda sobre una tònica pedal.
Escolta del moviment "Sorpresa" Arxivat 2007-08-10 a Wayback Machine.

### Menuetto:Allegro molto
Un minuet i trio, en forma ternària. La tonalitat retorna a sol major. La indicació de tempo marca l'evolució des de l'antic minuet cap al scherzo; en l'època dels seus darrers quartets Haydn havia començat a indicar els seus minuets com presto.

### Finale:Allegro molto
Un finale rítmicament impulsiu típic de Haydn. Formalment, el moviment és un exemple de la forma sonata rondó, apareixent els compassos d'inici tant al principi com al mig de la secció de desenvolupament. Conclou amb una impetuosa coda emfatitzada pels timbals.